# رود ماكدونالد
رود ماكدونالد (بالإنجليزية: Rod MacDonald)‏ هو كاتب أغاني ومغني أمريكي، ولد في 17 أغسطس 1948 في Southington, Connecticut ‏ في الولايات المتحدة.

## وصلات خارجية
- الموقع الرسمي
- رود ماكدونالد على موقع ميوزك برينز (الإنجليزية)
- رود ماكدونالد على موقع أول ميوزيك (الإنجليزية)
- رود ماكدونالد على موقع ديسكوغز (الإنجليزية)